# Gastrodia
Gastrodia is een geslacht met ongeveer veertig tot zestig soorten tropische orchideeën uit de onderfamilie Epidendroideae.
Het zijn kleine, bladgroenloze, epiparasitische orchideeën, afkomstig uit Zuidoost-Azië, Australië en Nieuw-Zeeland.

## Kenmerken
De plant bezit een vlezige, knolvormig verdikte ondergrondse rizoom waaruit een bloemstengel met sterk gereduceerde, bladgroenloze bladeren ontstaat. De bloeiwijze is een eindstandige tros met enkele tot vele knikkende, soms niet-geresupineerde bloemen.
De kelkbladen en kroonbladen zijn samengegroeid voor het grootste deel van hun lengte tot een vijflobbige bloembuis. De kroonbladen zijn iets korter en smaller dan de kelkbladen. De bloemlip is losstaand, ongedeeld of 3- of 5-lobbig, met longitudonale richels of andere versieringen vanaf de basis tot aan de top. Ze is aan de basis verbonden met het gynostemium. De meeldraad staat in een hoek ten opzichte van de as van het gynostemium en draagt twee korrelige pollinia.
Gastrodia is voor zijn voeding volledig afhankelijk van een mycorrhiza (een symbiose van plantenwortels en schimmels), waarbij twee soorten schimmels een rol spelen: de plaatjeszwam Mycena osmundicola en de echte honingzwam Armillaria mellea.

## Habitat en verspreiding
Gastrodia-soorten groeien op humusrijke bodem van schaduwrijke, vochtige bossen in Madagaskar, Rusland, Tibet, China, Japan, Zuidoost-Azië, Australië en Nieuw-Zeeland.

## Soorten
Het geslacht omvat naargelang de bron 40 tot 60 soorten. De typesoort is Gastrodia sesamoides R.Br. (1810).
- Gastrodia abscondita  J.J.Sm. (1903)
- Gastrodia africana  Kraenzl. (1900)
- Gastrodia angusta  S.Chow & S.C.Chen (1983)
- Gastrodia appendiculata  C.S.Leou & N.J.Chung (1990)
- Gastrodia arunachalensis  S.N.Hegde & A.N.Rao (1985)
- Gastrodia autumnalis  T.P.Lin (1987)
- Gastrodia boninensis  Tuyama (1939)
- Gastrodia callosa  J.J.Sm. (1931)
- Gastrodia celebica  Schltr. (1911)
- Gastrodia confusa  Honda & Tuyama (1939)
- Gastrodia crassisepala  L.O.Williams (1942)
- Gastrodia crebriflora  D.L.Jones (1991)
- Gastrodia crispa  J.J.Sm. (1921)
- Gastrodia cunninghamii  Hook.f. (1853)
- Gastrodia dyeriana  King & Pantl. (1895)
- Gastrodia elata  Blume (1856)
- Gastrodia entomogama  D.L.Jones (1991)
- Gastrodia exilis  Hook.f. (1890)
- Gastrodia falconeri  D.L.Jones & M.A.Clem. (1998)
- Gastrodia fimbriata  Suddee (2005)
- Gastrodia flavilabella  S.S.Ying (1984)
- Gastrodia fontinalis  T.P.Lin (1987)
- Gastrodia gracilis  Blume (1856)
- Gastrodia grandilabris  Carr (1935)
- Gastrodia javanica  (Blume) Lindl. (1840)
- Gastrodia lacista  D.L.Jones (1991)
- Gastrodia longitubularis  Q.W.Meng (2007)
- Gastrodia madagascariensis  Schltr. ex H.Perrier (1924)
- Gastrodia major  Aver. (2006)
- Gastrodia menghaiensis  Z.H.Tsi & S.C.Chen (1994)
- Gastrodia minor  Petrie (1892)
- Gastrodia mishmensis  A.N.Rao (1991)
- Gastrodia nipponica  (Honda) Tuyama (1939)
- Gastrodia papuana  Schltr. (1911)
- Gastrodia procera  G.W.Carr (1991)
- Gastrodia pubilabiata  Sawa (1980)
- Gastrodia punctata  Aver. (2006)
- Gastrodia queenslandica  Dockrill (1964)
- Gastrodia sabahensis  J.J.Wood & A.L.Lamb (2008)
- Gastrodia sesamoides  R.Br. (1810) - Typesoort -
- Gastrodia shimizuana  Tuyama (1982)
- Gastrodia similis  Bosser (2006)
- Gastrodia surcula  D.L.Jones (2008)
- Gastrodia taiensis  Tuyama (1941)
- Gastrodia theana  Aver. (2005)
- Gastrodia tonkinensis  Aver. & Averyanova (2006)
- Gastrodia tuberculata  F.Y.Liu & S.C.Chen (1983)
- Gastrodia urceolata  D.L.Jones (1991)
- Gastrodia verrucosa  Blume (1856)
- Gastrodia vescula  D.L.Jones (1991)
- Gastrodia wuyishanensis  Da M.Li & C.D.Liu (2007)
- Gastrodia zeylanica  Schltr. (1906)

## Gebruik
De knollen worden in verschillende landen gebruikt als voedsel, vergelijkbaar met de aardappel in Europa. In China is het als medicijn tegen een hele reeks van ziekteverschijnselen bekend onder de naam Gastrodia.